# Адан, Жакоб Сижисбер
Жакоб Сижисбер Адан (фр. Jacob Sigisbert Adam; 28 октября 1670, Нанси — 6 мая 1747, Нанси) — французский скульптор эпохи барокко лотарингской школы.

## Биография
Жакоб Сижисбер был сыном Ламбера Адана (1640—1721) и Анны Фери (или Ферри) (1645—1725), известной как Дофина (Dauphine).
Вероятно, в 1680-х годах он завершил свое обучение у скульптора Сезара Багара, после чего переехал в Мец, где провёл двенадцать лет. Он женился на Себастьенне Ле Леаль 23 июня 1699 года в церкви Томблен.
Поскольку Рисвикский мирный договор положил конец французской оккупации герцогств Лотарингия и Бар, 10 ноября 1698 года герцог Леопольд торжественно въехал в Нанси. Жакоб Сигиберт Адам внёс свой вклад в распространение образа царствующей семьи, изготовив небольшие бюсты герцога Леопольда, его жены Елизаветы Шарлотты Орлеанской и его отца герцога Карла V Лотарингского.
Его первые документально подтверждённые работы предназначались для ратуши в Нанси. В 1701, 1702 и 1715 годах по случаю пиров, которые муниципальные советники устраивали для герцогской четы в воскресные дни Брандона, он выполнял небольшие скульптуры, вероятно, из терракоты, предназначенные для украшения банкетного стола. Эти скульптуры, несомненно, привлекли внимание герцогской четы, которая заказала Адаму создание рождественских вертепов под названием «Вифлеем» для апартаментов маленьких лотарингских принцев. Его единственным документально подтвержденным монументальным произведением является группа детей и животных из свинца для бассейна новой клумбы замка Люневиль, которая была заказана в 1715 году.
В 1718 году Жакоб Сижисбер украсил фасад своего дома, расположенного по современному адресу 57 rue des Dominicains в Нанси, скульптурным ансамблем, символизирующим его профессию и успех. Он представляет, в частности, Четыре части света, искусства и мифологических божеств.
Конец карьеры скульптора не очень хорошо известен. Считается, что в 1730-х годах он переехал в Париж, чтобы жить со своим сыном Ламбером Сижисбером, либо после возвращения последнего из Рима в 1733 году, или после смерти жены в 1736 году. Очевидно свои последние годы Жакоб Сижисбер Адан провел в Нанси, где и умер в возрасте семидесяти семи лет. Он был похоронен 7 мая 1747 года в семейном склепе Минимов в Нанси.

## Семья
Три его сына — Ламбер Сижисбер, Николя Себастьен и Франсуа Гаспар Адан — стали скульпторами.
Через свою дочь Анну, которая вышла замуж за скульптора Тома Мишеля из Меца, Жакоб Сижисбер Адан был дедом Сижисбера Франсуа, Пьера Жозефа и Клода Мишеля, известного как Клодион.

## Произведения из терракоты Ж. С. Адана в Лотарингском музее герцогского дворца в Нанси
- Герцог Лотарингии Леопольд I
- Елизавета Шарлотта Бурбон-Орлеанская
- Церера
- Военный путто с флагом
- Античные трофеи
- Военные путти с императорским медальоном
- Минерва, или «Европа»